# Salò o le 120 giornate di Sodoma
(L'Eccellenza nel film)
Salò o le 120 giornate di Sodoma è un film del 1975 scritto e diretto da Pier Paolo Pasolini.
Avrebbe dovuto essere il primo lungometraggio di una seconda trilogia di film considerata idealmente come la Trilogia della morte, successiva alla Trilogia della vita. L'idea di base s'ispira al libro del marchese Donatien Alphonse François de Sade Le 120 giornate di Sodoma; il film inoltre presenta riferimenti incrociati con l'extratesto dell'Inferno di Dante, tra l'altro presenti nello stesso de Sade.
Il film, presentato postumo in anteprima al Festival cinematografico di Parigi il 22 novembre 1975, tre settimane dopo l'uccisione del regista, viene spesso considerato sbrigativamente il disperato testamento poetico di Pier Paolo Pasolini. Arrivò nelle sale italiane il 10 gennaio 1976 e scatenò proteste vigorose e lunghe persecuzioni giudiziarie: il produttore Alberto Grimaldi subì processi per oscenità e corruzione di minori e nel 1976 fu decretato il sequestro della pellicola, che scomparve dagli schermi prima di essere rimessa in circolazione nel 1978.
Alla 72ª Mostra internazionale d'arte cinematografica di Venezia il lungometraggio restaurato dalla Cineteca di Bologna e dal Centro sperimentale di cinematografia, in collaborazione con Alberto Grimaldi, ricevette il premio per il miglior film restaurato.

## Trama
(Pier Paolo Pasolini riguardo al film)
Il film è suddiviso in quattro parti, i cui titoli si rifanno in parte alla geografia dantesca dell'Inferno: Antinferno, Girone delle Manie, Girone della Merda e Girone del Sangue. I tre "Gironi" in particolare richiamano l'analoga tripartizione dantesca del Cerchio dei Violenti.
Quattro Signori, rappresentanti dei poteri della Repubblica Sociale Italiana, il Duca (potere politico), il Vescovo (potere ecclesiastico), il Presidente della Corte d'Appello “eccellenza” (potere giudiziario), e il Presidente della Banca Centrale (potere economico), incaricano le SS e i soldati repubblichini di rapire un gruppo di ragazzi e ragazze di famiglia antifascista; dopo una severa selezione, si chiudono con loro in una villa di campagna, arredata con opere d'arte moderna e presidiata da un manipolo di soldati nazifascisti.
Con l'aiuto di Quattro Megere ex meretrici di bordello, instaurano per centoventi giornate una dittatura sessuale regolamentata da un rigido Codice, che impone ai ragazzi assoluta e cieca obbedienza, pena svariate punizioni. Le Megere (tre narratrici e una pianista) guideranno le giornate raccontando le proprie specialità sessuali nella Sala delle Orge. Nell'Antinferno i Signori sottoscrivono le norme del Codice con un patto di sangue, sposando ciascuno la figlia di un altro, quindi suddividono le giovani "prede" in quattro gruppi: vittime, soldati, collaborazionisti, servitù.
Nel Girone delle Manie, i Signori, eccitati dai racconti feticisti della Signora Vaccari, seviziano ripetutamente i ragazzi, fino a farli stare nudi a quattro zampe, latranti come cani, dando loro in pasto polenta riempita di chiodi. Nel Girone della Merda, affidato alle perversioni anali della Signora Maggi, le vittime apprendono l'arte di farsi sodomizzare con gratitudine e partecipano a un pantagruelico pranzo la cui portata principale è costituita dalle proprie feci. Nel Girone del Sangue, instillando un meccanismo di mutua delazione tra i ragazzi, i Signori designano le vittime dello strazio finale. In una sequenza di efferatezze e riti profani, tra torture, sevizie, amputazioni e uccisioni perpetrate sulla base di una sorta di dantesca pena del contrappasso, Signori e collaborazionisti si cimentano in balletti isterici e atti di sesso necrofilo. Mentre la carneficina è in corso, due giovani guardie, sulle note d'una canzonetta trasmessa dalla radio, accennano timidamente qualche passo di valzer.

### Antinferno
(Il Monsignore)
Alla sottoscrizione da parte dei Signori del regolamento del soggiorno e del loro patto di sangue (ciascuno sposerà una figlia di uno degli altri tre) fa seguito l'assoldamento di giovani repubblichini di leva, con l'aiuto delle SS, e subito dopo la caccia alle potenziali giovani vittime da parte dei repubblichini stessi e dei collaboratori al soldo dei quattro libertini.
La caccia dura settimane: i giovani, adocchiati in base a determinate caratteristiche, vengono adescati, rapiti, catturati e strappati dalle proprie famiglie o, in alcuni casi, addirittura venduti dai loro stessi familiari; dopodiché vengono sottoposti al vaglio dei libertini i quali, dopo una lunga selezione in cui un soggetto viene respinto anche per il minimo difetto fisico, scelgono infine nove ragazzi e nove ragazze, di età compresa tra i quindici e i vent'anni.
Le vittime vengono poi caricate su dei camion militari e trasportate fino al luogo in cui si trova l'enorme villa, di proprietà del Duca, scelta per il soggiorno. Durante il trasferimento, mentre il camion passa per Marzabotto, Ferruccio, un ragazzo proveniente "da una famiglia di sovversivi" di Castelfranco Emilia, tenta la fuga ma viene ucciso dai soldati: il Presidente subito dopo chiosa la perdita della vittima con una barzelletta.
La comunità che giunge alla villa è dunque così composta: i quattro Signori, quattro ex-prostitute, diciassette giovani vittime (nove ragazze e otto ragazzi), le quattro figlie-spose (che saranno da qui in avanti trattate come schiave, perennemente nude), otto collaborazionisti (quattro SS e quattro repubblichini) e sei domestici tra cui una ragazza di colore.

#### Il Codice
(Il Duca)
Non appena il gruppo giunge a destinazione, i Signori danno lettura del regolamento: per tutta la durata del soggiorno, i Signori disporranno indiscriminatamente e liberamente della vita di tutti i membri della comunità (specialmente di quella delle giovani vittime, dei collaborazionisti e delle figlie-spose) che a loro devono assoluta obbedienza, rispettando le leggi e gli ordini da loro impartiti, e dovranno soddisfare tutte le loro richieste e i loro desideri senza eccezioni. In caso di disobbedienza andranno incontro a terribili punizioni.
Il regolamento prevede che ogni giornata si svolga nel seguente modo: alle ore sei in punto, tutti dovranno ritrovarsi nella cosiddetta Sala delle Orge, dove tre ex-prostitute d'alto bordo, a turno, nella mansione di narratrici, avranno il compito di raccontare le proprie perversioni sessuali con lo scopo di eccitare i Signori e contemporaneamente di "educare" i ragazzi alla soddisfazione dei loro appetiti sessuali.
Le narratrici saranno accompagnate al pianoforte da una quarta donna che avrà il compito di estetizzare ulteriormente le loro crude ed esplicite narrazioni. La sera, dopo cena, avranno luogo le cosiddette "orge", che consisteranno nella messa in pratica delle "passioni" narrate in giornata, in cui tutti i presenti si "mescoleranno" e si "intrecceranno" tra di loro consumando ogni tipo di atto sessuale, purché di natura sodomitica, incestuosa o adulterina.
In caso di infrazione, anche di lieve entità, ai regolamenti o a un ordine impartito da uno dei Signori, il colpevole verrà meticolosamente segnato su un quaderno speciale adibito allo scopo (chiamato "Libro delle punizioni" o semplicemente "Lista") e punito in un secondo momento; inoltre qualunque uomo venisse colto "in flagrante delitto" con una donna verrà punito con l'amputazione di un arto; ogni più piccolo atto di devozione religiosa, infine, sarà punito con la morte. Il gruppo fa quindi il suo ingresso nella villa, dove ogni porta e finestra viene sbarrata per impedire qualsiasi tentativo di fuga.

### Girone delle Manie
(Il Monsignore)
Il primo Girone è quello delle Manie. In esso, la Signora Vaccari, la prima narratrice, intrattiene gli ospiti raccontando le sue esperienze libertine avute in gioventù, riferendosi in particolare a quelle della sua infanzia. I Signori, eccitati da questi racconti, incominciano a compiere una serie di sevizie e abusi sui corpi nudi o vestiti delle giovani vittime e delle figlie, aiutati e rinforzati dai loro fedeli collaboratori. Il resto delle giornate i Signori lo trascorrono a dissertare eruditamente sul significato morale del libertinaggio e sull'anarchia del potere, citando a memoria brani scritti da Klossowski, Baudelaire, Proust e Nietzsche, nonché raccontando barzellette di cattivo gusto.
Tra le molte sevizie, spicca un matrimonio simulato tra due giovani vittime, cui viene poi impedito di consumare il primo rapporto, ma vengono separatamente seviziati dai potenti; o ancora le vittime nude a quattro zampe, tenute al guinzaglio e latranti, sono costrette come cani a mangiare scampoli di cibo gettati in terra o in ciotole: uno dei bocconi di cibo viene anche riempito, a sorpresa, di chiodi.
Una mattina, a tutta la compagnia riunita nella Sala delle Orge viene mostrato il corpo di una delle ragazze vittime, che giace con la gola tagliata davanti a un altare religioso adiacente alla Sala ove presumibilmente era stata sorpresa a pregare, violando il regolamento. La scena è commentata dal Presidente con un'altra barzelletta, dopodiché la comunità, con il cadavere della giovane ancora in terra, riprende come nulla fosse accaduto ad ascoltare un nuovo racconto della Vaccari.

### Girone della Merda
(La Signora Maggi)
In questo girone, la seconda narratrice, la Signora Maggi, narra le sue esperienze nel campo delle pratiche anali, in particolare quelle relative all'oroanalità e alla scatofilia. Accanto alle sempre più fitte chiacchiere erudite dei Signori, che discutono sulla raffinatezza del libertinaggio e del gesto sodomitico, vengono celebrati falsi matrimoni tra i libertini e le giovani vittime (vestiti da spose), un "concorso" per premiare chi ha il "deretano più bello" e scene di coprofagia: prima il Duca costringe una ragazza in lacrime a mangiare con un cucchiaino gli escrementi che egli stesso ha appena defecato al centro della sala, successivamente tutte le vittime vengono obbligate a espellere i propri bisogni esclusivamente in un mastello comune e infine le feci vengono servite a tavola durante un pranzo di nozze per celebrare il “matrimonio” tra l’eccellenza e un ragazzo vittima vestito da sposa.

### Girone del Sangue
(La Signora Castelli)
Il Girone si apre con il Monsignore che "celebra" i falsi matrimoni del Duca, dell'Eccellenza e del Presidente (vestiti da nobildonne) con tre soldati. L'ultima sera di permanenza alla villa, mentre il Monsignore compie il giro d'ispezione notturna nelle camere degli ospiti, vengono a galla i tradimenti e le violazioni delle regole da parte degli inquilini della magione: un ragazzo del gruppo delle vittime, per salvarsi dall'imminente punizione che lo attende l'indomani, accusa una delle ragazze di tenere nascosta sotto il cuscino la fotografia di un uomo; consegnata la foto, la giovane a sua volta denuncia due sue compagne di stanza perché fanno l'amore ogni notte.
Costoro vengono colte sul fatto e una delle due rivela che uno dei repubblichini ha una relazione segreta con la serva nera, anche questa coppia viene sorpresa a fare l'amore e uccisa seduta stante; il ragazzo si offre nudo ai colpi di pistola di tutti e quattro i Potenti con il pugno sinistro chiuso alzato. Successivamente, una giovane vittima di nome Umberto verrà scelta come rimpiazzo del collaborazionista ucciso. Il giorno successivo, il Duca annuncia i nomi di coloro che sono designati alle punizioni, ovvero le quattro figlie-spose e dodici vittime (sei ragazzi e sei ragazze), facendoli contrassegnare con un nastro azzurro, dopodiché a tutte le altre vittime dice che possono "soltanto sperare" di seguire i Signori a Salò, purché continuino a "collaborare".
Dopo un'ultima narrazione della Signora Castelli, i Signori, con l'aiuto di vecchi e nuovi collaboratori, eseguono nel cortile interno le punizioni, prodigandosi in balletti isterici e atti sessuali necrofili sulle vittime, in un'orgia di torture, sodomie, ustioni, lingue mozzate, occhi cavati, scalpi, impiccagioni e altre uccisioni rituali che, a turno, ciascuno dei Signori osserva compiaciuto da una finestra della villa, con un binocolo. La pianista intanto, dall'interno della casa, accompagna con la musica le scene di tortura, ma poi smette di suonare e si toglie la vita gettandosi da una finestra.

### Epilogo
Mentre fuori dalla villa sono ancora in corso crudelissime torture, in una delle stanze, due giovanissimi soldati repubblichini, annoiati e assuefatti mentre attendono i prossimi ordini, cambiano canale a una radio d'epoca che stava trasmettendo i Carmina Burana di Orff e, sulle note della canzonetta degli anni quaranta Son tanto triste, già udita nei titoli di testa del film, decidono di improvvisare maldestramente qualche passo di valzer.

## Produzione

### Sviluppo
Dopo la Trilogia della Vita (comprendente Il Decameron, I racconti di Canterbury e Il fiore delle Mille e una notte), il poeta-regista ebbe in mente di realizzare una Trilogia della Morte, nella quale ribaltare l'ottimismo favolistico dei tre "classici" precedenti, in particolare per quanto riguarda la componente sessuale: gioiosa e solare nel primo trittico, fredda e raccapricciante nel secondo. Su suggerimento di Sergio Citti, Salò venne scelto come primo episodio e rimase poi l'unico realizzato a causa della tragica e prematura morte del regista. L'intenzione di Pasolini, per i motivi che abbiamo visto, era di non risparmiare nulla a livello di violenza e perversione: benché si trattasse di violenza più simbolica che fisica, e benché l'ossessivo accanimento realistico con cui de Sade la descriveva nel suo romanzo fosse nel film di Pasolini effettivamente ridotto, Salò si preannunciò fin dalla lavorazione un film maledetto.
A un primo progetto scritto del film, proposto dalla produzione a Sergio Citti (che rifiutò di farne la regia) collaborarono Claudio Masenza, Antonio Troisi e soprattutto Pupi Avati che fu il deus ex machina della primissima stesura del film.

### Cast
Inizialmente a Ninetto Davoli fu assegnato il ruolo di un giovane collaborazionista e a Laura Betti quello della signora Vaccari. Anche Franco Citti, terzo attore abituale pasoliniano, nonché fratello dello sceneggiatore Sergio, non compare nel cast. Davoli fu sostituito con Claudio Troccoli, un giovane che ricordava il Ninetto dei primi tempi, e Laura Betti con l'attrice francese Hélène Surgère, che però le sarebbe spettato doppiare.
Franco Merli rappresentava il prototipo del ragazzo pasoliniano. Ezio Manni ricorda un episodio durante le riprese: «Lo stesso con Franco Merli, il ragazzo scelto per il sedere più bello. Quando per premiarlo gli puntano la pistola alla tempia, ha avuto uno scatto di ribellione, non è riuscito a sopportare quel gesto. Poi, anche lì, è arrivato l'aiuto regista e se l'è abbracciato». Franco Merli e Ines Pellegrini avevano già recitato nel precedente film di Pasolini Il fiore delle Mille e una notte, interpretando due giovanissimi amanti.

### Riprese
Alcuni esterni furono girati a Villa Aldini, un edificio neoclassico sui colli di Bologna. Una parte degli interni invece furono girati a Villa Sorra presso Castelfranco Emilia, e nel salone dell'edificio nobile e nella Limonaia all'interno del Giardino Storico. Altre riprese furono eseguite a Villimpenta e a Pontemerlano, in provincia di Mantova.
Le riprese, effettuate nella cinquecentesca Villa Gonzaga-Zani a Villimpenta e nella Villa Riesenfeld di Pontemerlano nella primavera del 1975, furono molto difficili; non tanto a livello tecnico (il direttore della fotografia era Tonino Delli Colli) quanto nella direzione degli attori: le scene di omofilia, coprofagia e sadomasochismo richiedevano una pazienza che solo il savoir faire e il carisma di Pasolini rendevano accettabili. La sequenza del cortile, poi, in cui le torture raggiungono il culmine, causò abrasioni e ustioni su alcuni corpi (nudi) dei giovani attori che interpretavano le vittime e fu forse il momento peggiore del set: lo stesso Pasolini – sempre autocontrollato per ovvie ragioni “rassicurative” – vi tradì qualche imbarazzo e senso di colpa.
Tuttavia, si racconta che le pause di lavorazione fossero spesso giocose, con lunghe tavolate nei pasti – a base preferibilmente di risotto – fino ad arrivare a una partita di calcio disputata contro la troupe di Novecento di Bernardo Bertolucci, che girava nelle vicinanze. Essa sancì anche la riconciliazione fra l'allora giovane regista (34 anni all'epoca) e il suo indiscusso maestro (cinquantatreenne) dopo alcuni dissapori seguiti alle ingenerose critiche che il secondo aveva riservato a Ultimo tango a Parigi (1972), senza difenderlo dai drastici provvedimenti della censura. Durante la partita di calcio contro la troupe di Novecento entrambi i registi sostennero le proprie squadre, solo che mentre Bertolucci lo faceva dalla panchina, Pasolini giocava direttamente in campo. La troupe di Novecento indossava una maglia viola con delle bande fosforescenti per distrarre gli avversari e aveva schierato, spacciandoli per macchinisti, due giocatori della primavera del Parma. La troupe di Salò perse per 5 a 2 e Pasolini, furioso, abbandonò il campo prima della fine gridando: «Non legge più niente, quello lì!» a Bernardo Bertolucci.

### Il furto delle bobine
Durante la lavorazione, alcune bobine del film furono trafugate e fu chiesto un riscatto per la loro restituzione. Il furto, avvenuto fra il 14 e il 18 agosto, riguardò in totale settantaquattro pizze di negativi, sottratte dalle celle frigorifere degli stabilimenti Technicolor di Cinecittà, andando a colpire anche Il Casanova di Federico Fellini e lo spaghetti-western Un genio, due compari, un pollo di Damiano Damiani. Erano tutti film prodotti dalla PEA di Alberto Grimaldi. I ladri ricattarono la produzione chiedendo cento milioni di lire, ma Grimaldi rifiutò di pagare.
Per il montaggio del film furono usati quindi i "doppi": le stesse scene, girate però da una inquadratura diversa, e le pellicole "intermediate" che furono utilizzate per ricostruire i negativi a contatto utilizzando un'innovativa tecnica di controtipaggio dal positivo messa a punto dalla Kodak.
I carabinieri trovarono le pizze trafugate solo il 2 maggio 1976, successivamente quindi all'uscita del film. Si trovavano ancora a Cinecittà, nel teatro di posa n. 15, che per ironia era quello che Pasolini aveva utilizzato per le ultime riprese del film e per la conferenza stampa di fine produzione .
In occasione dell'ultima riapertura del "caso Pasolini", si è formulata l'ipotesi che Pasolini fosse stato informato del ritrovamento delle suddette bobine sul lido di Ostia, ove egli si recò guidato dal Pelosi, cadendo così nell'agguato che lo uccise.

## Distribuzione
Commentando il film con Livio Garzanti, suo editore di lunga data, Pasolini affermò che lo aveva voluto come «ultima sfida alla censura» e aggiunse: «se lo lasciano passare la censura non esiste più».
Il contrappasso per Salò, tuttavia, era ugualmente prossimo a venire: l'ultimo film di Pasolini ebbe, come il precedente Teorema, traversie giudiziarie durissime. Si aprirono ben trentuno casi processuali. Venne proiettato in anteprima il 22 novembre 1975 al I Festival di Parigi; in Italia la pellicola venne inizialmente bocciata dalla commissione di censura l'11 novembre 1975 perché "nella sua tragicità porta sullo schermo immagini così aberranti e ripugnanti di perversione sessuale che offendono sicuramente il buon costume e come tali sopraffanno la tematica ispiratrice del film sull'anarchia di ogni potere". Il film ottenne comunque il visto-censura e fu vietato ai minori di 18 anni in appello il 23 dicembre successivo e venne distribuito nei cinema Majestic, Nuovo Arti e Ritz di Milano il 10 gennaio 1976.
Tuttavia, dopo appena tre giorni di programmazione, il film venne sequestrato dal Procuratore della Repubblica di Milano, mentre il produttore Alberto Grimaldi venne rinviato a giudizio per direttissima e fu condannato a due mesi di reclusione in base all'art. 528 del codice penale (per oscenità); Grimaldi venne successivamente assolto dalla Prima sezione penale della Corte d'Appello perché il fatto non costituiva reato e si accordò con la magistratura per far uscire il film con il taglio di quattro sequenze. Il film venne così ridistribuito nelle sale cinematografiche italiane a partire dal 10 marzo 1977.
Il giorno seguente (11 marzo) il cinema romano Rouge et Noir, dove si proiettava il film, fu assalito e devastato da un gruppo di neofascisti (tra i quali Giuseppe Valerio Fioravanti, che fu arrestato in seguito a quell'episodio). Il 6 giugno di quell'anno Evangelista Boccuni, pretore di Grottaglie, sequestrò nuovamente il film con procedura d'urgenza su tutto il territorio nazionale perché offendeva il comune senso del pudore.
Grimaldi inviò un esposto al procuratore generale della Cassazione, contestando l'operato del magistrato di Grottaglie e minacciando di costituirsi parte civile in un procedimento penale per ottenere il risarcimento dei danni. La vicenda si concluse il 16 febbraio 1978, con una sentenza con la quale la Corte di Cassazione si pronunciò a favore della libera circolazione del film nella sua versione integrale: tuttavia il film non ritornò a essere proiettato nelle sale cinematografiche prima del 1985 e solo nel 1991 venne riconosciuta piena dignità artistica al film. Salò è tuttora inedito nelle televisioni “in chiaro”, mentre per quelle a pagamento il primo passaggio è avvenuto sul canale Stream il 2 novembre 2000 per i 25 anni della morte di Pasolini. Dal 2003, in Italia e in altri paesi, il film è uscito in commercio in DVD, in versione restaurata e con interviste di critici e attori cinematografici.
Di coloro che lavorarono in Salò, pochissimi hanno accettato di parlarne negli anni successivi (tra questi anche l'attore Paolo Bonacelli e Sergio Citti).

### Doppiaggio
Oltre alla Betti, altri tre amici di Pasolini doppiano una parte: ma si tratta di doppiatori atipici, come atipici sono gli interpreti. Uno è il regista Marco Bellocchio che presta la voce ad Aldo Valletti (generico di Cinecittà), l'altro è il poeta Giorgio Caproni che la presta a Giorgio Cataldi (amico borgataro del regista), infine il critico letterario Aurelio Roncaglia che la presta a Uberto P. Quintavalle (scrittore).

## Accoglienza

### Critica
Salò o le 120 giornate di Sodoma è un'opera cristallina, strutturalmente complessa, fondata su un realismo allegorico dove la presunta oggettività della rappresentazione attinge a una tale quantità di citazioni e riferimenti diretti e indiretti ad altre forme espressive (pittura, musica, letteratura, finanche filosofia) da raggiungere sovente uno spessore metatestuale. Le situazioni moralmente inaccettabili messe in scena dal film, unite al gelo documentario delle modalità di ripresa e alla vuota e allusiva freddezza delle scenografie, rispecchiano in modo esatto e anti-retorico lo stile nudo e ossessivo della narrazione sadiana, al tempo stesso squallida e magniloquente.
Attraverso la disgustosa ripetitività del gesto di profanazione dell'individuo assoggettato all'arbitrarietà del Potere, Pasolini indica in de Sade il prodotto più genuino del totalitarismo della Ragione e della sua indifferenza all'umano, la cui più diabolica e recente incarnazione è lo spirito spettacolare: la nefandezza sadiana, che dissacra la vita negandone l'autonomia ed estirpa la spontaneità tacciandola di infrazione alla norma in un clima permanente di terrore e di peccato, si colloca sullo stesso piano dell'autoritarismo 'fascista' dello spettacolo televisivo, discorso ufficiale che non ammette repliche o scarti dal cliché.
La farsesca e provinciale Repubblica di Salò diviene lo spazio storico ideale dove far coincidere la tirannica Legge sadiana con l'autoritarismo volgare e meschino dei mezzi di comunicazione di massa: i Quattro Signori sono registi e attori di uno spettacolo idiota e osceno che aggredisce il desiderio delle vittime fino a mortificarlo e renderlo schiavo. L'uso costante di motti di spirito di dubbio gusto, finte cerimonie religiose e riunioni di programmazione della strage, in cui riecheggia il gusto per la ritualità nazifascista, nella cornice innocua e addomesticata dei capolavori pittorici delle avanguardie storiche che tappezzano le pareti della villa come mero ornamento, disegnano il quadro apocalittico delle metastasi culturali di un mondo che pratica il genocidio su ogni forma di diversità.
Già dal titolo è evidente che Pasolini si rifà al romanzo del marchese de Sade e in una delle sue interviste disse: «Non ho aggiunto una parola a ciò che dicono i personaggi di de Sade, né alcun particolare estraneo alle azioni che compiono. Il solo riferimento all'attualità è il loro modo di vestirsi, di comportarsi, la scenografia, ecc. insomma, il mondo materiale del 1944». In un'altra intervista Pasolini cita ancora de Sade, specificatamente la visione del sesso del marchese cioè il sadomasochismo, insieme alla supposta inesistenza della storia e al marxismo; parla della manipolazione dei corpi e delle coscienze operata da capitalismo e consumismo; dice che il film è sul potere o meglio "l'anarchia del potere":
(.)
Il film è strutturato intorno al principio del crescendo. Ogni capitolo del film è paragonato a un girone infernale, ognuno più tremendo del precedente. Il regista Mario Soldati scrisse, in un articolo intitolato Sequestrare "Salò"? su La Stampa del 30 gennaio 1976 che Pasolini seguì il numero magico di de Sade, il quattro; «quattro sono gli episodi, gli atti in cui come una tragedia è diviso il film: il prologo, o l'Antinferno; il Girone delle Manie; il Girone della Merda; il Girone del Sangue. Quattro i principali personaggi maschili, cioè i Padroni, ai quali sono conferite addirittura le stesse qualifiche sociali che hanno in Sade: il Duca (l'attore Paolo Bonacelli); il Vescovo (Giorgio Cataldi); Sua Eccellenza il Presidente della Corte d'Appello (Uberto Quintavalle); il Presidente (Aldo Valletti). Quattro le Storiche: la signora Castelli (Caterina Boratto); la signora Maggi (Elsa de' Giorgi); la signora Vaccari (Hélène Surgère); la virtuosa di pianoforte (Sonia Saviange). Quattro le schiere dei giovani subalterni maschili o femminili: le vittime; gli armati; i collaboratori; i servi. Quattro i messaggi inerenti all'ideologia del film: analisi del Potere; inesistenza della Storia; circolarità tra i carnefici e le vittime; istituzione, che precede tutto quanto, di una realtà che non può essere se non economica. Quattro, infine, gli elementi stilistici: accumulazione dei caratteri della vita altoborghese; ricostruzione del cerimoniale nazista, cioè la sua nudità, la sua semplicità militare e insieme decadente, il suo vitalismo ostentato e glaciale, la sua disciplina come armonia tra autorità e obbedienza; accumulazione ossessiva, fino al limite del tollerabile, dei fatti sadici, rituali e organizzati, ma talvolta affidati a un raptus; correzione ironica del tutto: un umorismo che esplode in particolari sinistri e dichiaratamente comici, grazie ai quali di colpo tutto vacilla e si presenta come non vero e non creduto, un delirio, un incubo».
Facendo convergere l'intuizione del marchese de Sade sull'attuazione del potere attraverso il controllo del sesso, e l'analisi marxista, Pasolini svela la correlazione fra la dominazione di classe e la sopraffazione sessuale, constatando ferocemente e lucidamente la malafede di qualsiasi interpretazione tranquillizzante dello specifico caso italiano e della violenza massificante che il regista vi scorge. Un cambiamento epocale che per Pasolini trasforma anche il sesso, fino ad allora da considerare una risorsa giocosa e liberatrice delle classi subalterne, in un orribile obbligo di massa, imposto da una forza invisibile, a cui tutti si adeguano.
L'altra metafora oscena del film è quella scatologica: direttamente ripresa da Dante, è un'allegoria dell'ansia di uguaglianza nella degradazione consumistica, e simbolo della perversione capitalistica. E tuttavia valutata con distacco temporale dalla rovente stagione ideologica in cui esso fu concepito, il Salò di Pasolini appare essenzialmente una proiezione di moti dell'animo del poeta stesso, oltre che essere una potente metafora del potere. La rigorosa collocazione registica dei personaggi nell'inquadratura e la perfezione formale della fotografia negli interni e nei costumi, contrasta, volutamente e in modo netto, con il tema trattato.
Tra i riferimenti stilistici del film va rilevato quello brechtiano per l'utilizzo della tecnica dello straniamento teorizzata appunto da Bertolt Brecht, qui operante attraverso lo stridente e abissale contrasto, volutamente insostenibile, tra l'oscenità del soggetto rappresentato e l'estremo rigore formale ed estetico, accentuato anche dal volontario rifiuto pasoliniano di tratteggiare psicologicamente i personaggi, in particolare delle giovani vittime, e l'eliminazione di ogni elemento che potesse suscitare sentimenti di pietà e di empatia nei loro confronti, lasciando dei "cenni" dove era strettamente necessario perché, secondo quanto dichiarato dal regista, se le vittime fossero state caratterizzate in modo tale che lo spettatore avesse provato simpatia nei loro confronti, per quest'ultimo la visione del film sarebbe stata veramente insostenibile, e poi perché ciò avrebbe stonato con il suo stile registico.
È l'ultimo film di Pasolini che negli ultimi mesi della sua vita, terminata con un omicidio, sentiva crescere intorno a sé un sentimento di ostilità. In quel periodo Pasolini denunciava lo sfacelo "culturale e antropologico" dell'Italia e delle classi popolari italiane a opera della spietatezza livellatrice delle classi dominanti: intuizioni che furono meglio recepite solo molti anni dopo la sua morte, a partire dalla fine degli anni ottanta, e considerate potenti e profetiche. Anche in relazione alle sue prese di posizione politiche e intellettuali sulla situazione italiana, le stragi e i misteri di Stato, Pasolini probabilmente temeva per la sua vita. Forse, messa in conto la possibilità della sua morte, continuò nella sua indagine come per una sfida finale nei confronti del mondo, convinto più che mai di gettarsi contro l'indifferenza degli italiani e l'assuefazione inculcata dal potere.
Le feci servite nel capitolo "Girone della merda" non erano ovviamente autentiche; ma si trattava comunque di intruglio disgustoso, a base di cioccolata e marmellata eccessivamente dolci e altri ingredienti stridenti, volti a sollecitare la reazione schifata di chi le mangiava.
Il critico Serafino Murri lo definisce un «film in forma di enigma»: la lucida visione di una società ingorda e assassina, contro cui il poeta ha lottato fino a restarne oscuramente vittima. Il film dipinge "more geometrico" il volto terribile e grottesco del fascismo repubblichino attraverso l'immaginazione sessuale di un grande sovversivo: il marchese de Sade, rivoluzionario e conservatore, violento e scandaloso intellettuale sui generis. Il "Divino Marchese", rappresentante dell'Illuminismo che per eccesso di razionalità degenera nel suo contrario, è strumento di una narrazione agghiacciante e bloccata, specchio di una società dei consumi fatta di parole, leggi e comportamenti concepiti per estirpare all'umanità la sua autonomia pensante. "Salò" ne descrive cause ed effetti: l'orrore della strage trasformato in quotidiana normalità.
Sempre Mario Soldati scrisse: «dopo pochi minuti di proiezione, ho capito che Salò non soltanto era un film tragico e magico, il capolavoro cinematografico e anche, in qualche modo, letterario di Pasolini: ma un'opera unica, imponente, angosciosa e insieme raffinatissima, che resterà nella storia del cinema mondiale».
Dopo la sua uscita, il film ricevette critiche negative anche da parte di intellettuali di sinistra. A ritenere pessima la scelta di ambientare il romanzo di de Sade in epoca repubblichina fu anche Italo Calvino, in un articolo comparso sul Corriere della Sera il 30 novembre 1975. La critica di Calvino diventava un'appendice a una polemica giornalistica incominciata tra lui stesso e Pasolini poco prima della morte dello scrittore friulano. Curiosamente, come ricordato dallo stesso romanziere, egli non solo conosceva l'opera di de Sade, ma aveva anche consultato il manoscritto originale del romanzo alcuni anni prima. Un'altra curiosità (del tutto esterna alla polemica sul film) è che Calvino aveva avuto negli anni cinquanta una relazione sentimentale con l'attrice Elsa De Giorgi, una delle quattro narratrici del film.

## Versioni alternative
Pare che Pasolini fosse indeciso su quale tipo di conclusione dare al film, a tal punto da aver ideato e girato quattro finali diversi: il primo, l’inquadratura di una bandiera rossa al vento con su scritto "È amore", fu abbandonato dal regista perché lo riteneva "troppo enfatico" e "incline all'etica psichedelica giovanile" da lui detestata. Il secondo mostrava tutti gli attori del film (esclusi i quattro Signori), il regista e la troupe eseguire un ballo scatenato in una sala della villa arredata da bandiere rosse: la scena fu girata con lo scopo di usarla per metterci dentro i titoli di coda, ma venne scartata perché risultava, agli occhi di Pasolini, caotica e insoddisfacente.
Un altro finale, scoperto di recente e rimasto solo nella stesura iniziale del copione, mostrava, dopo le torture finali, i quattro Signori passeggiare fuori dalla villa e tirare le conclusioni sulla morale di tutta la vicenda. Infine, mantenendo l'idea del ballo come azzeramento della carneficina, Pasolini scelse per il montaggio definitivo il cosiddetto finale "Margherita", con i due giovani soldati repubblichini che ballano.
Nella versione rimasterizzata del film, pubblicata in Inghilterra dalla British Film Institute (BFI), è presente una scena che non è stata inserita nelle altre versioni internazionali (Italia compresa): in essa, dopo il primo matrimonio dissimulato tra due giovani vittime, il Duca fa uscire in malo modo tutti i presenti dalla sala (a eccezione dei due sposi) e poco prima di chiudere la porta recita in tedesco un brano di Gottfried Benn.
Nel corso del Festival di Cannes 2015, è stata proiettata in anteprima mondiale la versione restaurata in HD dalla Cineteca di Bologna e reintegrata dei tagli di censura, per poi essere proiettata per la prima volta in Italia nel luglio seguente, durante la rassegna "Il Cinema Ritrovato" che si tiene in piazza Maggiore.

## Salò e il genere "nazi-erotico"
A metà degli anni settanta si diffuse in Italia il filone cinematografico "di genere" definito nazisploitation o "nazi-erotico". Il tema principale dei circa dodici film sono gli esperimenti condotti da aguzzini nazisti ai danni di prigionieri e prigioniere di campi di concentramento. Molti critici hanno voluto vedere Salò, insieme con Il portiere di notte (1974) e Salon Kitty (1976), come la pellicola che ha contribuito a far nascere il sottogenere del nazi-erotico. Salò è ben altra cosa che una raccolta di torture e di eccessi fine a se stessa, ma si può dire che i film del sottogenere nazi hanno imitato alcune sequenze estreme esibite nel campionario pasoliniano.
Il vero film che fa nascere il "nazi-erotico" è Salon Kitty di Tinto Brass, molto più vicino come trama e motivazioni a tale genere di cinematografia. Particolarmente curioso è il caso dell'attrice Antiniska Nemour, una delle vittime in Salò, che due anni dopo questo film ebbe una parte nel film di nazisploitation L'ultima orgia del III Reich.

## Citazioni e riferimenti nel film
- La scena in cui la Signora Vaccari (Hélène Surgère) e la Pianista (Sonia Saviange) recitano davanti a tutti una scenetta comico-grottesca è una citazione del film francese Femmes Femmes, uscito nel 1974 e diretto da Paul Vecchiali (del quale Pasolini era un grande estimatore), in cui le due protagoniste erano appunto interpretate dalla Surgère e dalla Saviange, la quale inoltre era sorella di Vecchiali (il suo vero nome era Christiane Vecchiali).
- In una scena del film, il Presidente (Aldo Valletti) canticchia la canzone Torna piccina mia di Carlo Buti.
- In una scena, i signori e gli altri ospiti della villa intonano Sul ponte di Perati, bandiera nera.
- In una scena, il Duca (Paolo Bonacelli) canta Quel motivetto che ti piace tanto di Pippo Barzizza.

## Citazioni del film in altre opere
- Il documentario del 2006 Pasolini prossimo nostro di Giuseppe Bertolucci è realizzato montando brani della lunga intervista concessa da Pasolini - durante la lavorazione del film - al critico cinematografico Gideon Bachmann. Il tema principale dell'intervista è proprio Salò. Oltre all'intervista, il documentario mostra centinaia di foto di scena del film, realizzate dalla fotografa inglese Deborah Beer.
- Il gruppo Symphonic black metal Cradle of Filth ha citato questo film nel proprio video Babylon A.D., nel quale il cantante Dani Filth è il protagonista.